# Функция Гудермана

Функция Гудермана с асимптотами, показанными синим цветом

Фу́нкция Гудерма́на (гудерманиа́н, или гиперболи́ческая амплиту́да) — функция, показывающая связь тригонометрических и гиперболических функций без привлечения комплексных чисел. Названа в честь немецкого математика Кристофа Гудермана. Обозначается {\displaystyle \operatorname {gd} x,\,\operatorname {amph} x} или {\displaystyle \gamma (x).}  Возникает в задаче отображения плоскости на сферу в картографической проекции Меркатора.

## Определение и свойства
Гудерманиан определяется следующим образом:
{\displaystyle \operatorname {gd} x=\int \limits _{0}^{x}{\frac {\mathrm {d} t}{\operatorname {ch} \,t}}.}
Основные соотношения, иногда используемые как альтернативные определения:
{\displaystyle \operatorname {gd} x\,=2\,\operatorname {arctg} \left(\operatorname {th} {\frac {x}{2}}\right)\,=\,2\,\operatorname {arctg} \,e^{x}-{\pi  \over 2}\,=\,\operatorname {arctg} (\operatorname {sh} x)=\,\arcsin(\operatorname {th} x).}
Имеют место также следующие тождества, связывающие через гудерманиан тригонометрические и гиперболические функции:
{\displaystyle \operatorname {th} {\frac {x}{2}}=\operatorname {tg} {\frac {\operatorname {gd} x}{2}}}
{\displaystyle \operatorname {sh} x=\operatorname {tg} (\operatorname {gd} x)}
{\displaystyle \operatorname {ch} x=\sec(\operatorname {gd} x)}
{\displaystyle \operatorname {th} x=\sin(\operatorname {gd} x)\ }
{\displaystyle \operatorname {sech} x=\cos(\operatorname {gd} x)\ }
{\displaystyle \operatorname {csch} x=\operatorname {ctg} (\operatorname {gd} x)\ }
{\displaystyle \operatorname {cth} x=\operatorname {cosec} (\operatorname {gd} x)\ }
Гудерманиан является нечётной, строго возрастающей функцией, определённой на всей числовой прямой. Его область значений лежит на отрезке (−π/2, π/2). Значения ±π/2 являются асимптотами функции при стремлении её аргумента к {\displaystyle \pm \infty .}
Используя определение функции Гудермана, можно расширить её область определения на комплексную плоскость. Для комплексного аргумента z = x + iy выполняются тождества:
{\displaystyle \operatorname {tg} \operatorname {Re} (\operatorname {gd} z)={\frac {\operatorname {sh} x}{\cos y}},}
{\displaystyle \operatorname {th} \operatorname {Im} (\operatorname {gd} z)={\frac {\sin y}{\operatorname {ch} x}},}
{\displaystyle \operatorname {th} x={\frac {\sin \operatorname {Re} (\operatorname {gd} z)}{\operatorname {ch} \operatorname {Im} (\operatorname {gd} z)}},}
{\displaystyle \operatorname {tg} y={\frac {\operatorname {sh} \operatorname {Im} (\operatorname {gd} z)}{\cos \operatorname {Re} (\operatorname {gd} z)}},}
а также
{\displaystyle \operatorname {th} x\cdot \operatorname {tg} y=\operatorname {tg} \operatorname {Re} (\operatorname {gd} z)\cdot \operatorname {th} \operatorname {Im} (\operatorname {gd} z).}

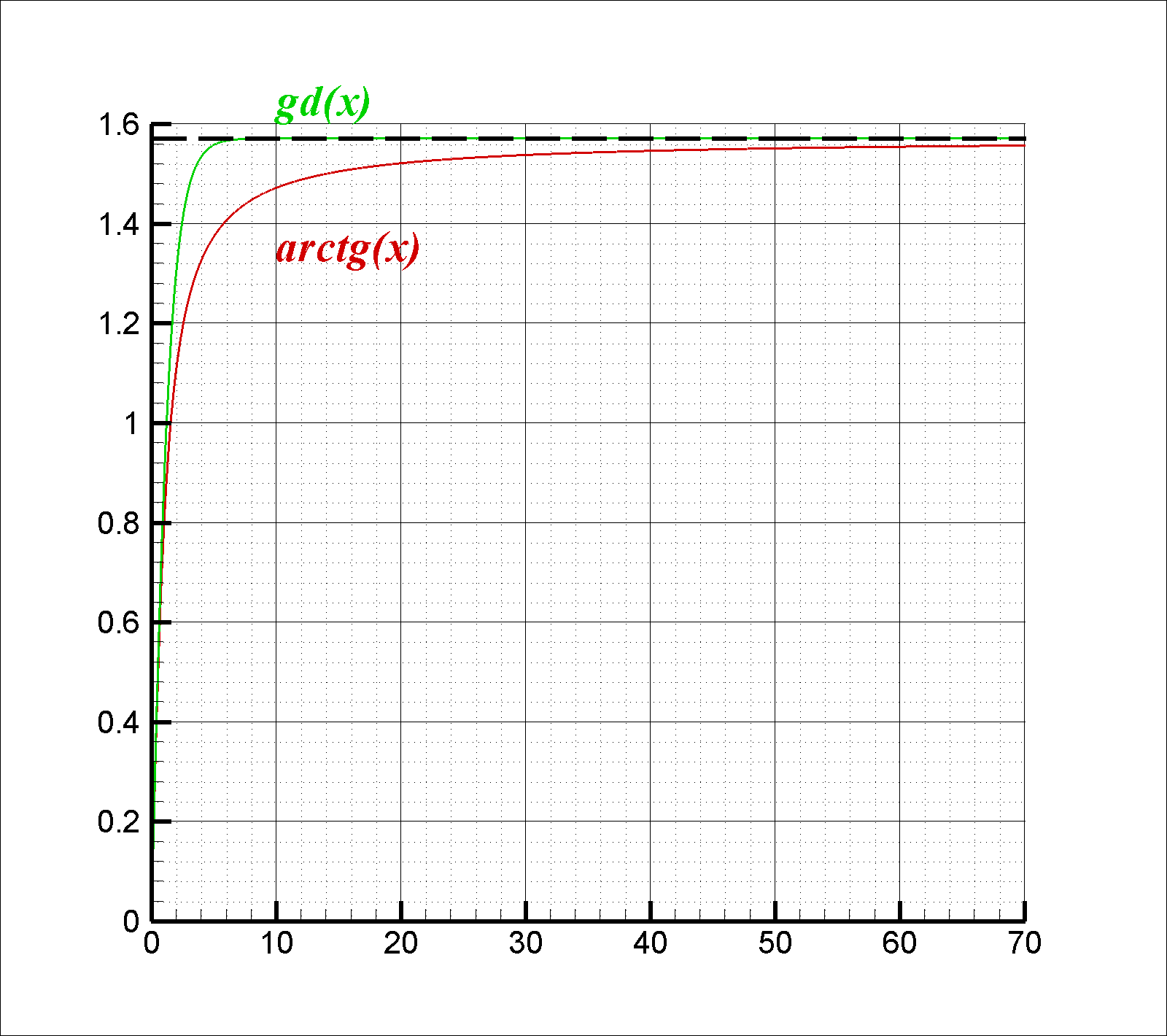
Функция Гудермана (зелёный) существенно быстрее стремится к асимптоте (штриховая линия), чем арктангенс (красный).

Связь гудерманиана и экспоненциальной функции задаётся тождествами:
{\displaystyle e^{x}=\sec \operatorname {gd} x+\operatorname {tg} \operatorname {gd} x=\operatorname {tg} {\frac {\pi +2\operatorname {gd} x}{4}}={\frac {1+\sin \operatorname {gd} x}{\cos \operatorname {gd} x}}.}

## Обратная функция

Функция Ламберта (ламбертиан, антигудерманиан), обратная к функции Гудермана

Обратная функция к функции Гудермана:
{\displaystyle \operatorname {arcgd} x\,=\,{\operatorname {gd} }^{-1}x\,=\,\int \limits _{0}^{x}{\frac {dt}{\cos t}}.}
Она называется антигудерманианом, а также ламбертианом или функцией Ламберта (в честь Иоганна Ламберта), и обозначается также как {\displaystyle \operatorname {lam} x} или {\displaystyle \operatorname {arcgd} x.} Её, как и функцию Гудермана, используют в теории построения картографических проекций; она позволяет перейти от географической широты точки на сфере к вертикальной координате образа точки в проекции Меркатора (см. также Интеграл от секанса). Основные тождества для функции Ламберта:
{\displaystyle \operatorname {arcgd} x\,=\,\operatorname {arch} (\sec x)=\operatorname {arth} (\sin x)=\operatorname {arsh} (\operatorname {tg} x)\,=\,\ln {\bigl (}(1+\sin(x))\cdot \sec x{\bigr )}\,=\,\ln(\operatorname {tg} x+\sec x)=\ln {\biggl (}\!\operatorname {tg} \left({\frac {\pi }{4}}+{\frac {x}{2}}\right)\!\!{\biggr )}\,=\,{\frac {1}{2}}\ln {\biggl (}{\frac {1+\sin x}{1-\sin x}}{\biggr )}.}
Имеют место также следующие тождества, связывающие через ламбертиан тригонометрические и гиперболические функции:
{\displaystyle {\begin{aligned}\operatorname {sh} \left(\operatorname {arcgd} x\right)&=\operatorname {tg} x;&\quad \operatorname {ch} \left(\operatorname {arcgd} x\right)&=\sec x;\\\operatorname {th} \left(\operatorname {arcgd} x\right)&=\sin x;&\quad \;\operatorname {sch} \left(\operatorname {arcgd} x\right)&=\cos x;\\\operatorname {cth} \left(\operatorname {arcgd} x\right)&=\operatorname {cosec} x;&\quad \,\operatorname {csch} \left(\operatorname {arcgd} x\right)&=\operatorname {ctg} x;\\\operatorname {th} \left({\frac {\operatorname {arcgd} x}{2}}\right)&=\operatorname {tg} {\frac {x}{2}};&\quad \,\operatorname {cth} \left({\frac {\operatorname {arcgd} x}{2}}\right)&=\operatorname {ctg} {\frac {x}{2}}.\\\end{aligned}}\,\!}
Ламбертиан является нечётной, строго возрастающей функцией, определённой на интервале (−π/2, π/2). Её область значений лежит в интервале {\displaystyle \pm \infty .} Как и функция Гудермана, она может быть обобщена для комплексного аргумента.
Функция Гудермана и функция Ламберта связаны следующим соотношением:
{\displaystyle \operatorname {gd} (ix)\,=\,i\operatorname {arcgd} x,}
откуда вытекают также соотношения
{\displaystyle \operatorname {gd} (i\operatorname {gd} x)=ix,\qquad \operatorname {arcgd} (i\operatorname {arcgd} x)=ix.}

## Производные, ряды и интегралы
Производные функции Гудермана и обратной функции Гудермана равны соответственно гиперболическому и тригонометрическому секансу:
{\displaystyle {d \over dx}\,\operatorname {gd} x=\operatorname {sech} x,}
{\displaystyle {d \over dx}\,\operatorname {arcgd} x=\sec x.}
Разложение в ряд:
{\displaystyle \operatorname {gd} x=x-{\frac {x^{3}}{6}}+{\frac {x^{5}}{24}}-{\frac {61x^{7}}{5040}}+{\frac {277x^{9}}{72576}}+\dots ,}
{\displaystyle \operatorname {arcgd} x=x+{\frac {x^{3}}{6}}+{\frac {x^{5}}{24}}+{\frac {61x^{7}}{5040}}+{\frac {277x^{9}}{72576}}+\dots }
Коэффициенты разложения гудерманиана и антигудерманиана при членах одинаковой степени совпадают по модулю, однако у членов со степенью 3, 7, 11,... коэффициенты разложения гудерманиана отрицательны, а у обратной функции — положительны. 
Интеграл функции Гудермана:
{\displaystyle \int \operatorname {gd} zdz=-{\frac {\pi }{2}}z+i\left(\operatorname {Li_{2}} (-ie^{x})-\operatorname {Li_{2}} (ie^{x})\right),}
где Li2 — дилогарифм.
Гудерманиан и антигудерманиан, позволяющие легко переходить от гиперболических к тригонометрическим функциям и обратно, используются для аналитического интегрирования методом тригонометрической и гиперболической подстановки.